# Mausoleum des Erzherzogs Johann

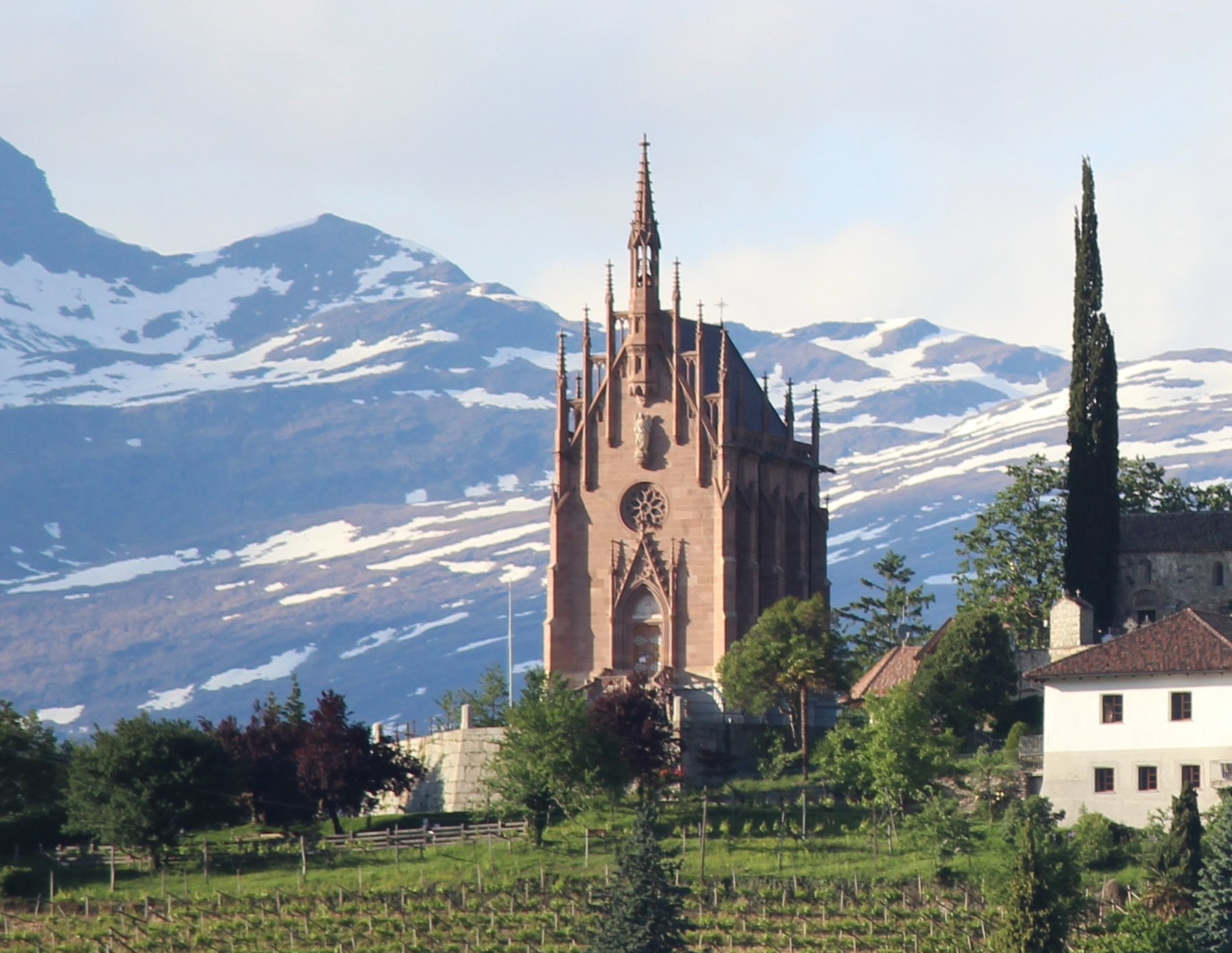
Mausoleum des Erzherzogs Johann

Das Mausoleum des Erzherzogs Johann in Schenna bei Meran ist ein hervorragendes Beispiel neugotischer Baukunst im heutigen Südtirol. Das Mausoleum wurde als Johannes dem Täufer geweihte Kapelle auf dem Friedhof neben der Pfarrkirche Maria Himmelfahrt und nahe beim Schloss Schenna erbaut. Der planende Architekt des Bauwerks war Moritz Wappler, geweiht wurde es 1869.

## Baubeschreibung

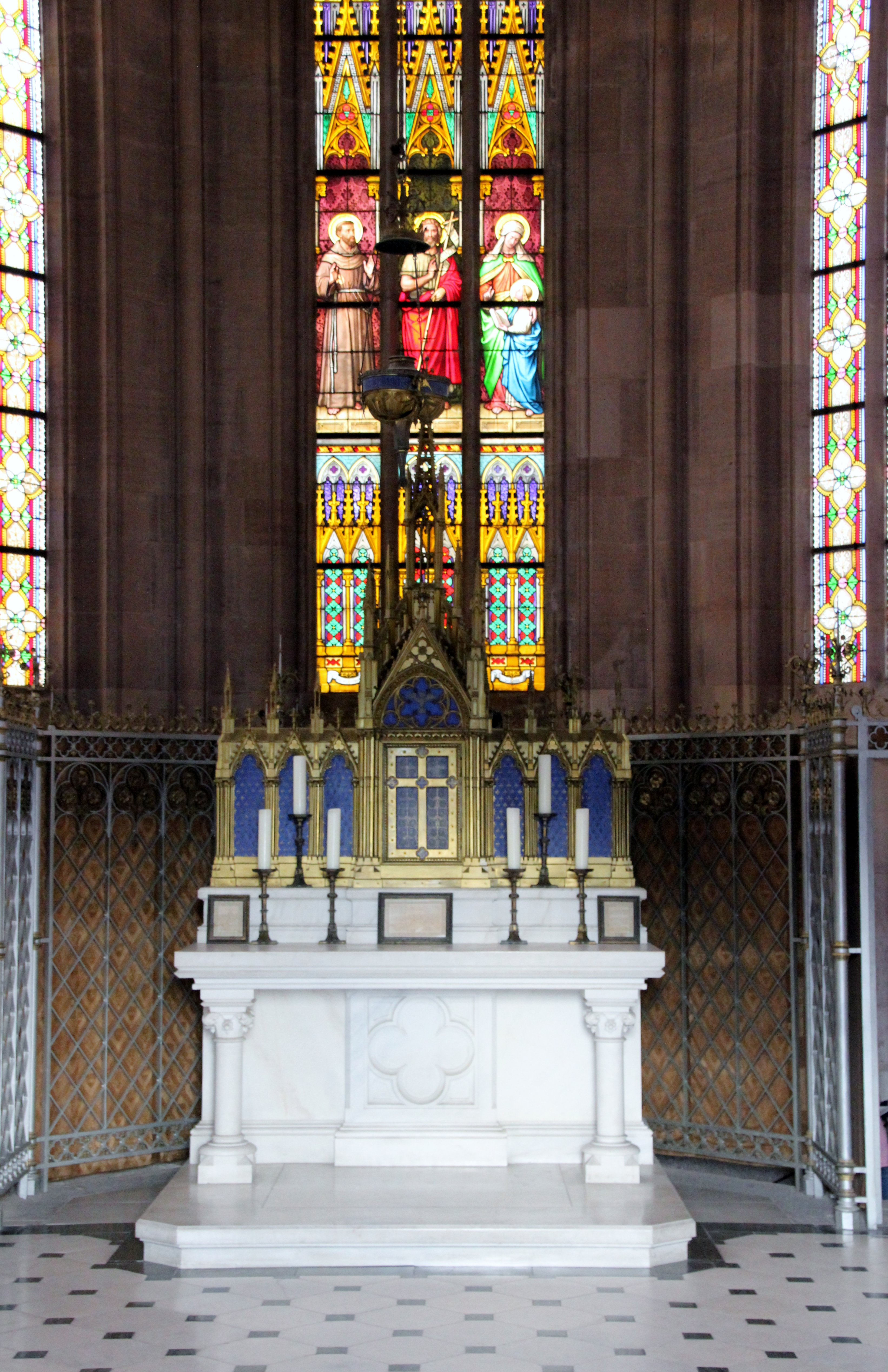
Altar der Oberkirche und Fenster mit Namenspatronen der Familie

Das vornehmlich in Granit- und Sandstein-Quadern ausgeführte Mausoleum zeigt sich in den Formen eines hochgotischen Chors. Vor dem Eingang befindet sich eine Freitreppe. Die Südfassade ist durch eine Fensterrose, Fialen und einen Dachreiter gestaltet. Der Engel über der Rose und der segnende Christus im Tympanon des Portals sind Werke von Franz Xaver Pendl. Die Seitenmauern sind durch schlanke Spitzbogenfenster aufgebrochen. Der Innenraum wird durch Kreuzrippengewölbe sowie Fächergewölbe nach oben abgeschlossen. Das zentrale Fenster im Chorscheitel stammt aus Innsbruck und zeigt die Namenspatrone der Familie, die hll. Franziskus, Johannes der Täufer und Anna. Davor steht ein neugotischer Tabernakelaltar.
Im Untergeschoss befindet sich eine begehbare Gruft. Hier liegen Erzherzog Johann, dessen Ehefrau Anna Plochl, sowie ihr gemeinsamer Sohn und Auftraggeber des Bauwerks Franz von Meran bestattet. Der schlichte Marmoraltar mit Kruzifix und der Sarkophag sind ebenfalls Arbeiten Pendls.

## Nachbau
Angeregt durch das Erscheinungsbild des Mausoleums ließ Ulrich von Behr-Negendank 1880 nahe seinem Schloss in Semlow einen Nachbau von dem Berliner Hase-Schüler Wilhelm Walter errichten, der im Jahr 1881 fertiggestellt wurde und bis 1973 Standort des Semlower Marienkrönungsaltars war.